# L'alta valle d'Ayas
Il L'alta valle d'Ayas è un dipinto del pittore italiano, olio su tavola, di Carlo Bazzi realizzato nel 1897 che raffigura la montagna dell'alta Val d'Ayas. Bazzi è noto per i suoi paesaggi dedicati alle montagne. Il dipinto è di proprietà, della banca Intesa Sanpaolo e fa parte della collezione Gallerie d'Italia di Milano.